# SEB (musikgruppe)
 For alternative betydninger, se SEB. (Se også artikler, som begynder med SEB)
SEB er en gruppe, bestående af drengene Sebastian, Magnus og Mathias fra Allerød. Gruppen deltog i MGP2006 med sangen "Tro på os to" og vandt. Senere vandt de også MGP Nordic med samme sang.
Gruppen SEB valgte at trække sig tilbage efter MGP 2006, fordi de ønskede et andet publikum, og ikke ville være børnestjerner. Gruppen findes dog stadig og de øver aktivt flere gange om ugen.[kilde mangler]
Sebastian, som er forsanger, er i gang med at skrive nye numre.
SEB anno 2012 består af Sebastian Øberg, Tim Braüner og Thomas Drachmann Danielsen, og d. 29. april 2013 udgav de singlen "Try" på Copenhagen Records.

## Aktuel besætning
- Sebastian Øberg Nielsen (pr. 2013, guitar og sang)
- Tim Braüner (pr. 2013, bas)
- Thomas Drachmann Danielsen (pr. 2013, trommer)

## Gammel besætning
- Sebastian Øberg Nielsen (pr. 2007, guitar og sang)
- Magnus N. Kaiser (pr. 2006, bas)
- Mathias Okholm (pr. 2006, trommer)